# Norman Borlaug
Norman Ernest Borlaug, född 25 mars 1914 i Cresco, Iowa, död 12 september 2009 i Dallas, Texas, var en amerikansk agronom, känd för att ha räddat en miljard människor från att dö i svält genom den gröna revolutionen. Borlaug tilldelades 1970 Nobels fredspris och har även mottagit Frihetsmedaljen samt Kongressens guldmedalj. Endast sex personer, däribland Nelson Mandela och Moder Teresa, har någonsin tilldelats alla tre.

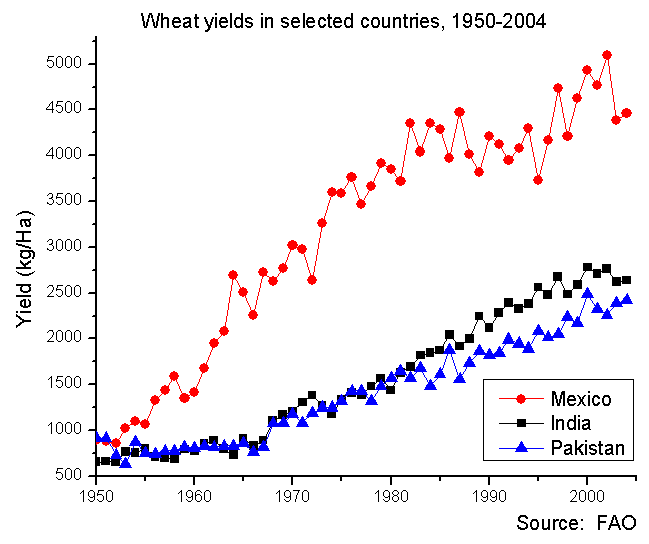
Mängden vete, räknad i kg/ha, skördad i Mexiko, Indien och Pakistan, 1950 till 2004

Borlaug studerade fytopatologi, läran om växtsjukdomar, och genetik vid University of Minnesota. Han utvecklade genom sin forskning plantor som kunde växa tätare och blomma oftare, vilket har stor betydelse i länder som hotas av hungerkatastrofer. Enligt Borlaug skulle endast fyra av dagens sju miljarder människor kunna leva på de jordbruksarealer som finns i dag om ekologisk odling tillämpades.
I mitten av 1900-talet började Borlaug sprida sina teorier om veteodling till Mexiko, Pakistan och Indien. Resultatet blev att Mexiko till och med kunde exportera vete, medan Indien och Pakistan fördubblade sin skörd och därmed kunde undvika hotande svält.
Borlaug avled i cancer den 12 september 2009.

## Eftermäle
Asteroiden 13085 Borlaug är uppkallade efter honom.